# Taphrina japonica
Taphrina japonica  (лат.) — вид грибов рода тафрина (Taphrina) отдела аскомицеты (Ascomycota), паразит ольхи (Alnus), поражает листья.

## Описание
Поражённые листья слабо гипертрофируются и скручиваются.
Мицелий развивается под кутикулой, зимует в почках.
Сумчатый слой («гимений») восковидный, мучнистый, развивается на обеих сторонах листьев.
Аски восьмиспоровые, размерами 33—92×13—33 мкм, широкоцилиндрические с туповатой верхушкой, в основании расширенные до 40 мкм. Базальные клетки (см. в статье Тафрина) отсутствуют.
Аскоспоры эллипсоидальные или округлые 4—5,5×4,5—5,5 мкм, часто почкуются в асках.
Спороношение наблюдается в мае — июле.

## Распространение и хозяева
Типовой хозяин — ольха японская (Alnus japonica), также поражается ольха пушистая (Alnus hirsuta).
Taphrina japonica встречается на Дальнем Востоке (Япония и остров Кунашир) и на тихоокеанском побережье Северной Америки.

## Близкие виды
- Taphrina tosquinetii и Taphrina epiphylla отличаются меньшим размером асков и наличием базальных клеток.